# Волоски (деревня)
Воло́ски (бел. Вало́скі) — деревня в Чернинском сельсовете Брестского района Брестской области Республики Беларусь.

## Этимология
Вероятнее всего, современное название деревни произошло от исторически искаженного произношения Воло́шки (бел,укр), Wolośzki (польск.) - множественное название полевого цветка Василёк, Васильки (рус.)
Под названием Wolośzki (Воло́шки) документально упоминается в 1789 году в Географическом словаре Царства Польского и других славянских стран (1893), том XIII, стр.895 

## География
Деревня расположена примерно в 13 км к востоку от центра города Бреста. В полутора километрах южнее деревни расположена платформа Кошелево железнодорожной линии Барановичи — Брест. В 4 км юго-западнее деревни Волоски проходит автомагистраль М1. Ближайшие населённые пункты — деревни Збироги, Гутовичи и Братылово, с которыми соединена асфальтированной дорогой.
Имеет одну улицу.

## История
Первое документальное упоминание в 1789г.,  деревня относилась к усадьбе Рачки. 
В XIX веке — казённая деревня Кобринского уезда Гродненской губернии. 
В 1870 году принадлежала Харитоновскому сельскому обществу. 
В 1905 году — деревня Збироговской волости того же уезда.
После Рижского мирного договора 1921 года — в составе гмины Збироги Кобринского повята Полесского воеводства Польши, 9 дворов.
После 1928 года в составе гмины Косичи Брестского повета Полесского воеводства Польши. 
С 1939 года — в составе БССР.
После распада СССР с 1991 года - в составе Республики Беларусь.

## Инфраструктура
Личное подсобное хозяйство с зоной сельскохозяйственного использования, индивидуальная застройка усадебного типа. 
Деревня на 2024 год активно застраивается, насчитывает 11 жилых дворов, 17 в стадии строительства, всего 28 дворов. 